# Яковлева, Нонна Александровна
Но́нна Алекса́ндровна Я́ковлева (род. 21 июня 1936, Ленинград) — советский и российский искусствовед, педагог, журналист, доктор искусствоведения (1990), профессор (1991), член Союза художников Российской Федерации по секции критики и искусствоведения (1985). Член регионального отделения Ассоциации искусствоведов по Санкт-Петербургу Общероссийской организации историков искусства и художественных критиков (АИС) — Ассоциированного члена Российской национальной секции Международной ассоциации художественных критиков (AICA). Житель блокадного Ленинграда.

## Биография
Родилась в Ленинграде, в семье служащих. Окончила школу с золотой медалью (1954). Окончила два высших учебных заведения: историко-филологический факультет Ленинградского государственного педагогического института им. А. И. Герцена (1959), ныне — Российский государственный педагогический университет имени А. И. Герцена и факультет теории и истории искусства Института живописи, скульптуры и архитектуры им. И. Е. Репина Академии художеств СССР (1969), ныне — Санкт-Петербургский государственный академический институт живописи, скульптуры и архитектуры имени И. Е. Репина при Российской академии художеств  (1969). Дипломная работа — «Н. К. Крупская об образе В. И. Ленина в искусстве» была отмечена Дипломом первой степени Министерства просвещения СССР.
Учителя: действительный член Академии художеств СССР Алла Глебовна Верещагина, зам. редактора «Учительской газеты» Кирилл Анатольевич Ковалевский.
Учитель русского языка, литературы и истории в Ленинграде (1961—1962), Братске и Чите (1963—1965). Собственный корреспондент центрального педагогического органа печати — «Учительской газеты» по городу Чите и Дальнему Востоку.
Ассистент кафедры педагогики Читинского государственного педагогического института (1966—1967), ныне (после объединения с Забайкальским университетом) — Забайкальский государственный гуманитарно-педагогический университет имени Н. Г. Чернышевского. С 1968 по 1970 г. — сотрудник Научно-исследовательского института общего образования взрослых Академии педагогических наук СССР (Ленинград). С 1970 г. — аспирант кафедры русского искусства Института им. И. Е. Репина, по окончании которой защитила кандидатскую диссертацию «Русский живописный исторический портрет. К проблеме формирования жанра» (1973).
Старший научный сотрудник Научно-исследовательского музея Академии художеств СССР (1973—1976). Заведующая отделом выставок. С 1976 г. — доцент художественно-графического факультета (ныне — факультет изобразительного искусства Архивная копия от 21 июня 2020 на Wayback Machine) ЛГПИ им. А. И. Герцена.
Командирована Министерством образования СССР в Хабаровский государственный педагогический институт — ныне Педагогический институт ТОГУ Тихоокеанского государственного университета, в котором организовала первую за Уралом кафедру теории, истории и методики преподавания художественной культуры, открыла новую специальность, а также аспирантуру (1989). В январе 1990 г. защитила докторскую диссертацию «Система жанров русской реалистической живописи XIX в.».
Читала лекции по истории русского искусства в Пизанском университете (Италия) на отделении славистики и искусствоведения (1994). Автор и ведущая циклов передач по изобразительному искусству для телевидения (ок. 40 передач) городов Братска, Читы, Ленинграда, Хабаровска («В мире прекрасного», «Рассказы о Русском музее», «Русская икона»).
С 1991 г. — профессор. С 1992 по 1999 г. — заведующая кафедрой искусствоведения и методики преподавания изобразительного искусства в РГПУ им. А. И. Герцена. После её реорганизации — профессор кафедры художественного образования и музейной педагогики (2000—2009). С 2009 — профессор кафедры русского искусства факультета теории и истории искусства Института им. И. Е. Репина
Подготовила свыше 20 кандидатов и 1 доктора искусствоведения.
Ученики: О. В. Александрова, Д. О. Антипина, В. В. Бабияк, А. Г. Бойко, Е. Е. Грецкая, Е. С. Ершова, Е. С. Кутлинская, Е. П. Логунова, А. Г. Сечин, О. А. Туминская.
Включена в биографический словарь «Знаменитые люди Санкт-Петербурга» .

### Научная деятельность

Переплёт книги Н. А. Яковлевой «Сокровища русской православной культуры: храм, благодатный образ, высокий иконостас». 2019 г.

Футляр книги Н. А. Яковлевой «Русское иконописание: Благодатный образ на Руси и в России». 2010 г.

Область научных исследований: теория изобразительного искусства, история русского изобразительного искусства, проблемы эстетического воспитания, художественного образования и музейной педагогики. 
Впервые в искусствознании разработала жанровую типологию русской живописи и категориальную систему жанров.

Переплёт книги Н. А. Яковлевой «Реализм. Русская живопись: история жанровой системы». 2007 г.

Автор более 200 научных, научно-методических книг и статей, учебных и методических пособий, монографических исследований о русской исторической живописи и иконе: «Реализм. Русская живопись: история жанровой системы» (2007), «Русское иконописание: благодатный образ на Руси и в России: Аль-бом»(2010), «Московские иконописцы: Феофан Грек, Андрей Рублёв, Дионисий» (2011), «Сокровища русской православной культуры: храм, благодатный образ, высокий иконостас» (2018), а также книг для детей и для семейного чтения, в том числе серия «Путе-шествия с Архивариусом».
Первая книга серии «Наш город Санкт-Петербург» , вышедшая в двух частях (1998, 1999), была переиздана в 2003 и 2011 г. На конкурсе «Книга года – 2003» отмечена дипломом «Серебряная литера». Общий тираж издания превысил 150000 экз.

## Награды и премии
- Медаль «В память 250-летия Ленинграда»
- Знак «Жителю блокадного Ленинграда»